# Campo Grande do Piauí
Campo Grande do Piauí é um município brasileiro do estado do Piauí. Localiza-se a uma latitude 07º07'54" sul e a uma longitude 41º02'10" oeste, atravessado pela BR-316 e estando a uma altitude de 440 metros. Sua população estimada em 2010 era de 24.853 habitantes.
Possui uma área de 342,26 km².

## História
A origem do município de Campo Grande do Piauí está ligada a uma casa de farinha, de propriedade do Sr. Moisés Bezerra. Tendo como seus primeiros habitantes os Sr. Manoel Alves de Souza, João Marques Bezerra e Benedito Joaquim de Carvalho. Mais tarde, com a chegada dos primeiros comerciantes, João José Ramos, José Alice Bezerra e Domingos Marcos, forma-se o povoado Moisés Bezerra. Teve com grande empreendedor o comerciante João José Ramos que incentivou a construção de um mercado, que deu impulso à criação da feira livre, atraindo comerciantes de toda a região. 
Com o crescimento do povoado, surgiu a ideia e o movimento pela emancipação administrativa. À frente da articulação, como principais líderes, estiveram o então prefeito de Jaicós, Dr. Elias João Ramos; seu irmão mais velho, Dr. Francisco Frota Ramos, que já havia assumido a prefeitura de Jaicós e viria a ser prefeito também de Campo Grande do Piauí; e o pai de ambos, o líder político local João José Ramos, ex-prefeito de Jaicós e figura central no processo emancipatório. João José Ramos era filho do ex-vereador José Elpídio Ramos, este último, personalidade histórica que hoje dá nome à sede do poder executivo de Jaicós.
Formação Administrativa Elevado à categoria de município e distrito com a denominação de Campo Grande do Piauí, pela lei estadual nº 4680, de 26 de janeiro de 1994, desmembrado de Jaicós. Sede no atual distrito de Campo Grande do Piauí ex-povoado de Moisés Bezerra (conhecido também por km 75). Constituído do distrito sede. Instalado em 01-011997.
Em divisão territorial datada de 1-VI-1995, o município é constituído do distrito sede. Assim permanecendo em divisão territorial datada de 2005.